# Flip Reijnders
Flip Reijnders, geboren Philippus Johannes Rijnders, (Klundert, 28 februari 1910 – Schoorl, 15 september 1934) was een Nederlands wielrenner.
Hij was zoon van metselaar Reinier Rijnders en Laurina van Gils. Hijzelf trouwde met Helena Cornelia (Engelina) Brouwers en kreeg met haar een dochter. Engelina Brouwers hertrouwde met Piet van der Horst sr., wielrenner en medaillewinnaar op de Olympische Zomerspelen 1928 in Amsterdam
Hij was, van beroep metselaar (staat ook nog op zijn overlijdensakte) en begonnen als amateur, zowel weg- als baanwielrenner. Hij reed zowel in Nederland als in België. Successen haalde hij in de Grote prijs van Hoogerheide, wegwedstrijd Breda-Lier en najaarsrit Le Champion in Amsterdam. Op de baan was hij gespecialiseerd in koppelkoersen met Frans van der Reijt. Bij een wedstrijd in Leeuwarden  werd hij in een achtervolgingswedstrijd tweede achter Klaas van Nek jr..
In september 1934 was hij samen met rengenoten Sam Hoevens (25) en Klaas van Nek jr. (24) uit Amsterdam en hun masseur Ridel per auto onderweg van een wedstrijd in Leeuwarden naar een wedstrijd in Zuid-Holland. Rijdend op de Helderschen weg moest de auto over de sporen van de Tramlijn Alkmaar - Schagen, waarbij Van Nek als bestuurder de tram/trein niet heeft horen of zien aankomen. Na de aanrijding heeft de tram/trein de auto voor circa 70 meter meegesleurd. Politieagenten die ter plaatse surveilleerden constateerden direct dat drie van de vier inzettende overleden waren; er kwam geen teken van leven meer. De auto was geheel verfomfaaid; de tram kon nadat het autowrak verwijderd was haar rit hervatten. De vier inzittenden werden nog wel naar het Centraal Ziekenhuis in Alkmaar gebracht, maar daar werd de mening van de politie alleen maar bevestigd. Overigens stond de overgang al jaren bekend als onveilig; het spoor van de tram/trein liep lang parallel aan de weg om dan plotseling de weg over te steken. Het ongeluk was landelijk nieuws.
De stoffelijke resten werden overgebracht naar de Ginnekense wielerbaan van waaruit de begrafenisstoet richting de begraafplaats van de Heilige Laurentius in Ulvenhout ging, waar hij onder grote belangstelling uit de wielerwereld werd begraven. Onder de aanwezigen de tijdgenoten van Reinders: Jan Pijnenburg en Piet van Kempen. Burgemeester Theodore Emmanuel Serraris sprak troostende woorden voor ouders, vrouw en dochter.   